# Digitaria macroblephara
Digitaria macroblephara är en gräsart som först beskrevs av Eduard Hackel, och fick sitt nu gällande namn av Guido Paoli. Digitaria macroblephara ingår i släktet fingerhirser, och familjen gräs. Inga underarter finns listade i Catalogue of Life.